# Raja bahamensis
Raja bahamensis (лат.) — вид хрящевых рыб семейства ромбовых скатов отряда скатообразных. Обитают в центрально-западной части Атлантического океана. Встречаются на глубине до 411 м. Их крупные, уплощённые грудные плавники образуют диск в виде ромба с вытянутым рылом. Максимальная зарегистрированная длина 54 см. Откладывают яйца. Не являются объектом целевого промысла.

## Таксономия
Впервые вид был научно описан в 1965 году. 

## Ареал
Эти батидемерсальные скаты обитают у берегов Багамских островов и США (Флорида). Встречаются в верхней части материкового склона на глубине от 366 до 411 м.

## Описание
Широкие и плоские грудные плавники этих скатов образуют диск в виде ромба с вытянутым рылом и закруглёнными краями. На вентральной стороне диска расположены 5 жаберных щелей, ноздри и рот. На длинном хвосте имеются латеральные складки. Максимальная зарегистрированная длина 54 см.

## Биология
Подобно прочим ромбовым эти скаты откладывают яйца, заключённые в жёсткую роговую капсулу с выступами на концах. Эмбрионы питаются исключительно желтком. 

## Взаимодействие с человеком
Эти скаты не являются объектом целевого промысла. Могут попадаться в качестве прилова при донном тралении. Данных для оценки Международным союзом охраны природы охранного статуса вида недостаточно.